# 細盜目魚
細盜目魚（学名：Lestidiops ringens）為輻鰭魚綱仙女魚目帆蜥魚亞目魣蜥魚科的一種，分布於東太平洋加拿大卑詩省至下加利福尼亞半島海域，為深海魚類，深度0-3290公尺，體長可達21公分，棲息在表中層水域，以魚類、頭足類及甲殼類為食，生活習性不明。